# Dressed to Kill (àlbum)
Dressed to Kill és el tercer àlbum de la banda Kiss.

## Llista de cançons
1. Room Service – 02:59
2. Two Timer – 02:47
3. Ladies in Waiting – 02:35
4. Getaway – 02:43
5. Rock Bottom – 03:54
6. C'mon And Love Me – 02:57
7. Anything for My Baby – 02:35
8. She – 04:08
9. Love Her All I Can – 02:40
10. Rock and Roll All Nite – 02:49